# Doro (album)
Pour les articles homonymes, voir Doro.
Albums de Doro
Force Majeure
(1989) True at Heart
(1991)
Doro est le second album studio de Doro Pesch sorti en 1990.

## Liste des morceaux
| 1.    | Unholy Love                     | Brown, Mitchell            | 4:42 |
| 2.    | I Had Too Much to Dream         | Mantz, Tucker              | 4:04 |
| 3.    | Rock On                         | Simmons, St. James, Thayer | 3:18 |
| 4.    | Only                            | Simmons                    | 4:21 |
| 5.    | I'll Be Holding You On          | Jennings, Zimmer           | 5:22 |
| 6.    | Something Wicked This Way Comes | Simmons                    | 5:15 |
| 7.    | Rare Diamond                    | Pesch, Lepore              | 3:35 |
| 8.    | Broken                          | Pesch, Childs              | 4:46 |
| 9.    | Alive                           | Pesch, Childs              | 4:14 |
| 10.   | Mirage                          | Simmons                    | 4:01 |
| 43:50 |                                 |                            |      |

## Formation
- Chants: Doro Pesch
- Guitare: Tommy Thayer (Rythmique,Solo, Acoustique) & Lanny Cordolla (Solo)
- Basse: Chuck Wright, E.J. Curse & Todd Jensen
- Batterie: Tommy Amato, Chris Frazier & Michael Eurich
- Claviers: Paul Morris, Pat Regan & Karen Childs